# ラディスラフ・ヴィーゼク
ラディスラフ・ヴィーゼク（Ladislav Vízek, 1955年1月22日 -）は、チェコ（旧チェコスロバキア）の元サッカー選手、サッカー指導者。ポジションはFW（ウインガー）、MF（攻撃的MF）。

## 経歴
ヴィーゼクはTJフルシツェとイスクラ・ノヴィー・ビジョフの下部組織でサッカーを学び、1974年にデュクラ・ジャテツに入団した。翌1975年にデュクラ・プラハへ移籍すると、3度のチェコスロバキアリーグ優勝（1977年、1979年、1982年）と2度のカップ優勝（1981年、1983年）に貢献。個人としても通算321試合に出場し115得点を記録、1982年のリーグ戦では15得点を挙げ得点王、1983年と1985年にはチェコスロバキア年間最優秀選手賞を受賞した。
チェコスロバキア代表として、1980年のモスクワオリンピック優勝、UEFA欧州選手権3位入賞、1982年のFIFAワールドカップ・スペイン大会に出場するなど国際Aマッチ55試合に出場し13得点を記録した。
現役引退後はチェコの日刊紙ムラダー・フロンタ・ドネス (Mladá fronta Dnes) のサッカー解説者などを務めている。

## 個人タイトル
- チェコスロバキア年間最優秀選手賞：2回 (1983, 1985)
- チェコスロバキアリーグ得点王：1回 (1982)